# Rilly-Sainte-Syre
Rilly-Sainte-Syre è un comune francese di 256 abitanti situato nel dipartimento dell'Aube nella regione del Grand Est.

## Società

### Evoluzione demografica
Abitanti censiti